# Nus sur la Lune
Pour plus de détails, voir Fiche technique et Distribution.
Nus sur la Lune (Nude on the Moon) est un film de science-fiction nudiste de 1961, co-écrit et co-réalisé par Doris Wishman et Raymond Phelan. Le film a été produit en 1960 et est sorti en salles en 1961.

## Résumé
Le scientifique Jeff Huntley hérite d'une fortune de son oncle et l'investit dans le développement d'une fusée, construite avec l'aide de son mentor, le Professeur Nichols, pour aller sur la Lune. Après avoir atterri sur la planète, ce duo de scientifiques aventuriers découvre une civilisation d'extraterrestres, des femmes  aux seins nus et quelques hommes torse nu également, dirigée par une reine de la Lune dotée de pouvoirs télépathiques.
Enamourée du Professeur Huntley, la Reine de la Lune permet aux deux hommes de prendre des photos des nudistes pendant leurs activités quotidiennes. L'oxygène venant à manquer, les deux hommes sont contraints de retourner sur Terre, réalisant au passage qu'ils ont oublié leur appareil photo et qu'ils n'ont aucune preuve de l'existence des extraterrestres.
Jeff est découragé d'apprendre que personne ne croit à la réussite de leur voyage. Mais son moral se rétablit à la vue de la secrétaire du Professeur Nichols, Cathy (qui ressemble curieusement à la Reine de la Lune). À la fin du film, les deux s'embrassent, marquant ainsi le début d'une nouvelle romance.

## Fiche technique
- Réalisation : Raymond Phelan et Doris Wishman, sous les pseudonymes partagés de O. O. Miller et Anthony Brooks
- Scénario : Raymond Phelan et Doris Wishman, sous les pseudonymes partagés de O. O. Miller et Anthony Brooks
- Production : Martin Caplan et Doris Wishman
- Distribution : J.E.R. Pictures Inc.
- Bande-son : Nus sur la Lune contient la chanson originale I'm Mooning Over You (My Little Moon Doll) chantée par Ralph Young (qui joue également un rôle principal dans Blaze Starr Goes Nudist de Wishman sous le pseudonyme Russ Martine). Les paroles et la mélodie ont été écrites par la nièce de Wishman, Judith Kushner. Selon Wishman, Doc Severinsen a arrangé l'orchestration mais il n'en est pas crédité.

## Distribution (extrait)
- Marietta	: Cathy (secrétaire du Dr Nichols) / Reine de la Lune
- William Mayer	: le Professeur Nichols
- Lester Brown	: le  Professeur Huntley
- Pat Reilly
- etc ..

## Production
Les séquences supposées être sur la Lune, dans le film, ont été tournées au Château de Corail à Homestead, en Floride.
Le budget était très réduit (« incroyablement fauché »), ce qui se ressent sur les décors et les costumes (réduits au maximum, les personnages d'extraterrestres lunaires  portant simplement une culotte et, sur la tête, deux antennes un peu maladroites). Les images du décollage sont des images extraites des archives de la NASA, complétées d'autres images réalisées avec des jouets.

## Réception
Abbey Bender écrit à propos de ce film : « Il n'y a que le plus petit soupçon d'une intrigue, et le cadre de science-fiction de deux scientifiques en combinaison qui vont explorer la lune cède rapidement la place à un défilé de jolies filles nues » . Des commentateurs ont remarqué, peut-être ironiquement, que finalement le paysage de la Lune ressemble beaucoup à celui de la Floride. Dans une critique pour AllMovie, Fred Beldin parle de « science-fiction de pacotille » et écrit : « Charmant et plein d'entrain, Nus sur la Lune est une fantaisie bon enfant pour les amateurs de kitsch grivois ».
Selon le quotidien Le Monde, ce film a été  interdit à l’époque dans l’État de New York à la différence d’un documentaire sur un camp de nudiste réalisé juste avant par la même réalisatrice, s’agissant non plus d’un témoignage sur le nudisme (ce qui était autorisé selon la jurisprudence américaine) mais d’une œuvre de fiction et de fantaisie.

## Postérité
Ce film a probablement moins  marqué les imaginaires du grand public, ou des cinéphiles, sur les voyages dans l’espace que d’autres, mais il a ses fans.
Parmi les œuvres l’évoquant dans leur titre peut être cité Nude on the Moon: The B-52's Anthology, une anthologie sur deux CD de la musique des B-52's, sortie chez Rhino Records. Le chanteur Fred Schneider était un ami de la réalisatrice Wishman dans ses dernières années.